# Dawid Milman
Dawid Milman (ur. 1912 w Czeczelniku, zm. 12 lipca 1982 w Tel Awiwie) – radziecki matematyk pochodzenia żydowskiego specjalizujący się w analizie funkcjonalnej. Był jedną z głównych postaci radzieckiej szkoły matematycznej. W latach siedemdziesiątych wyemigrował do Izraela i podjął pracę na Uniwersytecie w Tel Awiwie.
Milman uzyskał tytuł doktora na Uniwersytecie w Odessie w roku 1939 pod kierunkiem Marka Krejna. Milman wraz ze swym promotorem udowodnili twierdzenie dotyczące zbiorów wypukłych, nazwane później na ich cześć twierdzeniem Krejna-Milmana.
Milman zyskał sławę dzięki opracowaniu metod analizy funkcjonalnej, szczególnie w teorii operatorów. Skupił się na konkretnych problemach fizyki matematycznej, w szczególności równaniach różniczkowych i modów normalnych.
Dawid Milman był ojcem dwóch matematyków: Vitaliego Milmana i Pierre’a Milmana.